# Kolesov RD-36-51
Kolesov RD-36 je bil sovjetski turboreaktivni motor, ki se je uporabljal na nadzvočnem potniškem letalu Tu-144D. Največji potisk motorja ob vzletu je bil 18100-20000 kg, med križarjenjem pa okrog 5400 kg. Vsi štirje motorji na Tu-144 so skupaj porabili 25700 kg goriva na uro. Potovalna hitrost Tu-144D je bila Mach 2,15 (2120 km/h) in dolet okrog 6500 kilometrov. 
RD-36-51 je bil zamenjava za turbofana Kuznecov NK-144, ki se je uporabljal na nekaterih verzijah Tu-144. Turboventilatorski motorji (turbofani) so v splošnem precej bolj ekonomični kot turboreaktivni motorji, posebej pri podvzočnih letih, vendar je bil Tu-144 izjema. Concorde je prav tako uporabljal turboreaktivni motor in sicer Rolls-Royce/Snecma Olympus 593.
RD-36-51 je križaril pri nadzvočni hitrosti brez uporabe dodatnega zgorevanja - t. i. superkrižarjenje. Kuznecov NK-144 je lahko dosegel Mach 2, vendar samo z uporabo dodatnega zgorevanja.
Za letalo Mjasiščev M-17 "stratosfera" so zgradili verzijo RD-36-51В.